# Muraena
Muraena é um género de peixes anguiliformes da família Muraenidae que agrupa várias espécies de moreias.

## Espécies
O género Muraena integras as seguintes espécies validamente descritas:
- Muraena appendiculata (Guichenot, 1848)
- Muraena argus (Steindachner, 1870)
- Muraena augusti (Kaup, 1856)
- Muraena clepsydra C. H. Gilbert, 1898
- Muraena helena Linnaeus, 1758
- Muraena lentiginosa Jenyns, 1842
- Muraena melanotis (Kaup, 1860)
- Muraena pavonina J. Richardson, 1845
- Muraena retifera Goode & T. H. Bean, 1882
- Muraena robusta Osório, 1911